# Mokosha Mons
Mokosha Mons is een berg op de planeet Venus. Mokosha Mons werd in 1985 genoemd naar Mokosha, een Oost-Slavische godin.
De berg heeft een diameter van 270 kilometer en bevindt zich in het quadrangle Metis Mons (V-6).